# Bodträsket (Edefors socken, Norrbotten)
Bodträsket är en sjö i Bodens kommun i Norrbotten och ingår i Luleälvens huvudavrinningsområde. Sjön har en area på 0,709 kvadratkilometer och ligger 32,4 meter över havet. Sjön avvattnas av vattendraget Bodträskån (Jåkkåjaurebäcken).

## Delavrinningsområde
Bodträsket ingår i det delavrinningsområde (734008-172824) som SMHI kallar för Utloppet av Bodträsket. Medelhöjden är 56 meter över havet och ytan är 4,82 kvadratkilometer. Räknas de 73 avrinningsområdena uppströms in blir den ackumulerade arean 1 162,66 kvadratkilometer. Bodträskån (Jåkkåjaurebäcken) som avvattnar avrinningsområdet har biflödesordning 2, vilket innebär att vattnet flödar genom totalt 2 vattendrag innan det når havet efter 91 kilometer. Avrinningsområdet består mestadels av skog (75 procent). Avrinningsområdet har 0,88 kvadratkilometer vattenytor vilket ger det en sjöprocent på 18,2 procent.